# Fußball-Europameisterschaft 2008/Russland
Dieser Artikel behandelt die russische Nationalmannschaft bei der Fußball-Europameisterschaft 2008.
Bei der Europameisterschaft 2008 gelang es erstmals einer Auswahl des russischen Verbandes nach Auflösung der Sowjetunion die Vorrunde zu überstehen und mit Siegen über Griechenland und Schweden als Gruppenzweiter hinter Spanien und in die K.-o.-Runde vorzustoßen, sowie nach einem überlegenen Sieg gegen die Niederlande sogar das Halbfinale zu erreichen, wo das Team jedoch gegen die Spanier mit 0:3 unterlag.

## Qualifikation
Abschlusstabelle
| Pl. | Land       | Sp. | S | U | N  | Tore    | Punkte |
| --- | ---------- | --- | - | - | -- | ------- | ------ |
| 1.  | Kroatien   | 12  | 9 | 2 | 1  | 028:800 | 29     |
| 2.  | Russland   | 12  | 7 | 3 | 2  | 018:700 | 24     |
| 3.  | England    | 12  | 7 | 2 | 3  | 024:700 | 23     |
| 4.  | Israel     | 12  | 7 | 2 | 3  | 020:120 | 23     |
| 5.  | Mazedonien | 12  | 4 | 2 | 6  | 012:120 | 14     |
| 6.  | Estland    | 12  | 2 | 1 | 9  | 005:210 | 07     |
| 7.  | Andorra    | 12  | 0 | 0 | 12 | 002:420 | 0      |

Nach der knapp verpassten Qualifikation zur Weltmeisterschaft 2006 hatte der russische Verband mit dem Niederländer Guus Hiddink, dem 1998–2002 mit drei verschiedenen Nationalmannschaften der Einzug ins Viertelfinale, 1998 und 2002 sogar ins Halbfinale geglückt war, für die Qualifikation erstmals einen nichtrussischen Trainer verpflichtet.
Russland spielte in der Qualifikationsgruppe E. In den ersten acht Spielen blieben die Russen ungeschlagen, in dieser Phase konnten lediglich die beiden Spiele gegen den späteren Gruppensieger Kroatien, sowie das Heimspiel gegen Israel nicht gewonnen werden. Im September/Oktober 2007 folgten die beiden Spiele gegen den Hauptkonkurrenten um die Qualifikation neben Kroatien, England. Die Aufeinandertreffen galten im Vorfeld als Endspiele der Gruppe: nach acht Spieltagen hatte Russland als Gruppenzweiter einen Punkt Vorsprung vor den Engländern, die punktgleichen viertplatzierten Israelis hatten bereits den neunten Spieltag absolviert.
Das erste Spiel im neuen Wembley-Stadion verlief desaströs, insbesondere die bis dahin starke Abwehr wurde mit dem brillant aufspielenden zweifachen Torschützen Owen nicht fertig, und so gewann man mit 0:3 und wurde zum erst Plätzigen, der zur Qualifikation berechtigte, von England verdrängt.
Das Rückspiel einen Monat später im Moskauer Olympiastadion vor 84.700 Zuschauern musste also unbedingt gewonnen werden, doch trotz eines Sturmlaufes auf das englische Tor in den ersten Minuten waren es die Gäste, die durch Rooney nach einer halben Stunde in Führung und damit das russische Spiel bis zur Pause aus dem Takt bringen konnten. Erst die Einwechslung Pawljutschenko brachte die Russen wieder ins Spiel, zuerst verwandelte er in der 69. einen umstrittenen Elfmeter, um vier Minuten später einen abprallenden Weitschussversuch A. Beresuzkis zum 2:1-Siegtreffer abzustauben. Nach dem Sieg lag Russland bei einem weniger absolvierten Spiel zwei Punkte hinter den Engländern und hätte sich durch zwei Siege gegen die bereits ausgeschiedenen Israelis und das punktlose Andorra qualifizieren können.
Doch Russland verlor trotz drückender Überlegenheit in Tel Aviv, -nach einem Kontertor der Israelis- das Spiel in der Nachspielzeit, womit Russland sich nicht mehr aus eigener Kraft qualifizieren konnte, sondern auf einen Auswärtserfolg Kroatiens im Wembley bei gleichzeitigem eigenem Sieg in Andorra hoffen musste. Das eigene Spiel konnten die Russen nach einem miserablen Spiel gegen Amateurfußballer trotz eines von Kolodin verschossenen Elfmeters unmittelbar vor der Pause und eines Platzverweises gegen den Star der Mannschaft Arschawin durch einen Treffer von Sytschow letztlich ungefährdet gewinnen. In Wembley führten die Kroaten nach nur 14. Minuten mit 2:0, die Engländer erhöhten darauf ständig den Druck auf das kroatische Tor, es dauerte aber ungefähr eine Stunde bis Lampard und Crouch innerhalb von neun Minuten den Ausgleich erzielten. Nun zogen sich England in die Defensive zurück, da es auch mit nur einem Punkt aufgrund des besseren direkten Vergleichs mit Russland qualifiziert gewesen wäre, was den Kroaten den Weg zum 3:2-Siegtreffer durch Petrić ebnete und später als taktische Fehlleistung und peinlich bezeichnet wurde.

## Spielergebnisse
| Datum      | Spielort         | Gegner     | Ergebnis  | Torschützen                                                      |
| ---------- | ---------------- | ---------- | --------- | ---------------------------------------------------------------- |
| 06.09.2006 | Moskau           | Kroatien   | 0:0       |                                                                  |
| 07.10.2006 | Moskau           | Israel     | 1:1 (1:0) | 1:0 Arschawin (5.), 1:1 Ben-Shushan (84.)                        |
| 11.10.2006 | Sankt Petersburg | Estland    | 2:0 (0:0) | 1:0 Pogrebnjak (70.), 2:0 Sytschow (90+1.)                       |
| 15.11.2007 | Skopje           | Mazedonien | 2:0 (2:0) | 1:0 Bystrow (18.), 2:0 Arschawin (32.)                           |
| 24.03.2007 | Tallinn          | Estland    | 2:0 (2:0) | 1:0 Bystrow (66.), 2:0 Kerschakow (78.)                          |
| 28.03.2007 | Moskau           | Andorra    | 4:0 (2:0) | 1:0, 2:0, 3:0 Kerschakow (8., 16., 49.), 4:0 Sytschow (71.)      |
| 06.06.2007 | Zagreb           | Kroatien   | 0:0       |                                                                  |
| 08.09.2007 | Moskau           | Mazedonien | 3:0 (1:0) | 1:0 W. Beresuzki (6.), 2:0 Arschawin (83.), 3:0 Kerschakow (86.) |
| 12.09.2007 | London           | England    | 0:3 (0:2) | 0:1, 0:2 Owen (7., 31.), 0:3 Rio Ferdinand                       |
| 17.10.2007 | Moskau           | England    | 2:1 (0:1) | 0:1 Rooney (29.), 1:1, 2:1 Pawljutschenko                        |
| 17.11.2007 | Tel Aviv         | Israel     | 1:2 (0:1) | 1:0 Barda (10.), 1:1 Biljaletdinow (61.), 1:2 Golan (90+2.)      |
| 21.11.2007 | Andorra la Vella | Andorra    | 1:0 (1:0) | 1:0 Sytschow (71.)                                               |

## Vorbereitung
Die Vorbereitung Russlands begann Ende März mit einem Desaster im einzigen Vorbereitungsspiel gegen einen anderen EM-Endrundenteilnehmer, Rumänien. Vollkommen unterlegen, wenn auch nicht mit besten Kader, verlor man 0:3 in Bukarest.
Das erste vorläufige Aufgebot von 25 Spielern wurde am 13. Mai 2008 mit lediglich einem Spieler, der nicht in der russischen Liga unter Vertrag steht, benannt. Hiddink gab mit der Nominierung bekannt, möglicherweise noch Spieler von Zenit Sankt Petersburg nach Maßgabe ihrer Leistungen im UEFA-Pokal-Endspiels 2007/08 nachzunominieren, aber lehnte der dann doch berücksichtigte Denissow seine Nominierung ab.
Als letzter Test vor der endgültigen Festlegung des Kaders spielte man vor Abreise in Trainingslager am 24. Mai in Moskau gegen Kasachstan, mit Treffern von sämtlichen eingesetzten Angreifern gelang ein 6:0-„Kantersieg“, der jedoch nur durch drei glückliche Tore in den letzten fünf Minuten des Spiels so deutlich ausfiel.
Am nächsten Tag ging es in Trainingslager auf dem Vereinsgelände des FC Rottach-Egern in der bayerischen Gemeinde Rottach-Egern, die russischen Testspiele während des Trainingslagern gegen Serbien und Lettland wurden in die Wacker-Arena des damaligen deutschen Regionallisten Wacker Burghausen gelegt.
Einen Tag vor Ende der Frist der UEFA gab Hiddink am 27. Mai den endgültigen Kader bekannt. Wie von der Fachpresse erwartet, wurden die beiden Mittelfeldspieler Oleg Iwanow von Krylja Sowetow Samara, sowie Alexander Pawlenko von Spartak Moskau aus dem Kader aussortiert.
Bei beiden Vorbereitungsspielen in Burghausen gewannen die Russen verdient, doch zeigten sie dabei große Schwächen in der Abwehr. Das erste Spiel gegen Serbien wurde durch eine frühe verletzungsbedingte Auswechslung des Torschützen zum 1:0 Pogrebnjak überschattet. Der Torschützenkönig des UEFA-Cups 2007/08 zog sich eine Knieverletzung zu, die sich als so schwerwiegend zeigte, dass für die Endrunde der Euro ausfiel und am Tag der Eröffnung des Turniers durch den Mittelfeldspieler Iwanow von Samara, der als möglicher Ersatzmann während der gesamten Vorbereitung mit dem Kader Hiddinks trainiert hatte, ersetzt wurde.

### Vorbereitungsspiele
| Datum      | Spielort   | Gegner     | Ergebnis  | Torschützen |
| ---------- | ---------- | ---------- | --------- | --- |
| 26.03.2008 | Bukarest   | Rumänien   | 0:3 (0:1) | 1:0 Marica (45.), 2:0 D. Niculae (61.), 3:0 M. Niculae (75.)                                                                                              |
| 23.05.2008 | Moskau     | Kasachstan | 6:0 (2:0) | 1:0 Pogrebnjak (26., Handelfmeter), 2:0 Bystrow (45.), 3:0 Syrjanow (59.), 4:0 Biljaletdinow (85., Foulelfmeter), 5:0 Torbinski (89.), 6:0 Sytschow (90.) |
| 28.05.2008 | Burghausen | Serbien    | 2:1 (1:1) | 1:0 Pogrebnjak (12.), 1:1 Pantelić (40.), 2:1 Pawljutschenko (48.)                                                                                        |
| 04.06.2008 | Burghausen | Litauen    | 4:1 (1:1) | 0:1 Savėnas (24.), 1:1 Syrjanow (33.), 2:1 Arschawin (52.), 3:1 Pawljutschenko (64.), 4:1 Bystrow (80.)                                                   |

## Russisches Aufgebot
Hiddink wählte für das Aufgebot mit Ausnahme Sajenko vom deutschen Bundesligisten Nürnberg ausschließlich Spieler aus der russischen Premjer-Liga.
Zum Zeitpunkt der Meldung des Kaders an die UEFA betrug der Altersschnitt des Kaders 26 Jahre und drei Monate und war damit jünger als die Kader aller anderer Endrundenteilnehmer.
Der Mannschaft fehlen echte Top-Stars, zudem fehlten die beiden Topangreifer des russischen UEFA-Cup-Siegers Zenit Sankt Petersburg in den ersten Spielen: Arschawin war für die ersten beiden Spiele gesperrt. Pogrebnjak verletzte sich im Vorbereitungsspiel gegen Serbien, für ihn wurde Oleg Iwanow nachnominiert.
| Nr.               | Name                   | Verein vor EM-Beginn   | Geburtstag | Spiele   | Tore     |          |          |          |          |
| Torhüter          | Torhüter               | Torhüter               | Torhüter   | Torhüter | Torhüter | Torhüter | Torhüter | Torhüter | Torhüter |
| ----------------- | ---------------------- | ---------------------- | ---------- | -------- | -------- | -------- | -------- | -------- | -------- |
| 1                 | Igor Akinfejew         | ZSKA Moskau            | 08.04.1986 | 5        | 0        | 0        | 0        | 0        |          |
| 12                | Wladimir Gabulow       | FK Dynamo Moskau       | 19.10.1983 | 0        | 0        | 0        | 0        | 0        |          |
| 16                | Wjatscheslaw Malafejew | Zenit Sankt Petersburg | 04.03.1979 | 0        | 0        | 0        | 0        | 0        |          |
| Abwehrspieler     |                        |                        |            |          |          |          |          |          |          |
| 2                 | Wassili Beresuzki      | ZSKA Moskau            | 20.06.1982 | 2        | 0        | 0        | 0        | 0        |          |
| 3                 | Renat Janbajew         | Lokomotive Moskau      | 07.04.1984 | 0        | 0        | 0        | 0        | 0        |          |
| 4                 | Sergei Ignaschewitsch  | ZSKA Moskau            | 14.07.1979 | 4        | 0        | 0        | 0        | 0        |          |
| 5                 | Alexei Beresuzki       | ZSKA Moskau            | 20.06.1982 | 0        | 0        | 0        | 0        | 0        |          |
| 8                 | Denis Kolodin          | FK Dynamo Moskau       | 11.01.1982 | 4        | 0        | 2        | 0        | 0        |          |
| 18                | Juri Schirkow          | ZSKA Moskau            | 20.08.1983 | 5        | 0        | 2        | 0        | 0        |          |
| 22                | Alexander Anjukow      | Zenit Sankt Petersburg | 28.09.1982 | 5        | 0        | 0        | 0        | 0        |          |
| Mittelfeldspieler |                        |                        |            |          |          |          |          |          |          |
| 7                 | Dmitri Torbinski       | Lokomotive Moskau      | 28.04.1984 | 3        | 1        | 2        | 0        | 0        |          |
| 11                | Sergei Semak           | Rubin Kasan            | 27.02.1976 | 5        | 0        | 0        | 0        | 0        |          |
| 13                | Oleg Iwanow            | Krylja Sowetow Samara  | 04.08.1986 | 0        | 0        | 0        | 0        | 0        |          |
| 14                | Roman Schirokow        | Zenit Sankt Petersburg | 06.07.1981 | 1        | 0        | 0        | 0        | 0        |          |
| 15                | Dinijar Biljaletdinow  | Lokomotive Moskau      | 27.02.1985 | 5        | 0        | 1        | 0        | 0        |          |
| 17                | Konstantin Syrjanow    | Zenit Sankt Petersburg | 05.10.1977 | 5        | 1        | 0        | 0        | 0        |          |
| 20                | Igor Semschow          | FK Dynamo Moskau       | 06.04.1978 | 5        | 0        | 0        | 0        | 0        |          |
| 23                | Wladimir Bystrow       | Spartak Moskau         | 31.01.1984 | 2        | 0        | 0        | 0        | 0        |          |
| Stürmer           |                        |                        |            |          |          |          |          |          |          |
| 6                 | Roman Adamow           | FK Moskau              | 21.06.1982 | 1        | 0        | 0        | 0        | 0        |          |
| 9                 | Iwan Sajenko           | 1. FC Nürnberg         | 17.10.1983 | 4        | 0        | 1        | 0        | 0        |          |
| 10                | Andrei Arschawin       | Zenit Sankt Petersburg | 29.05.1981 | 3        | 2        | 1        | 0        | 0        |          |
| 19                | Roman Pawljutschenko   | Spartak Moskau         | 15.12.1981 | 5        | 3        | 0        | 0        | 0        |          |
| 21                | Dmitri Sytschow        | Lokomotive Moskau      | 26.10.1983 | 3        | 0        | 0        | 0        | 0        |          |
| Trainer           |                        |                        |            |          |          |          |          |          |          |
|                   | Guus Hiddink           |                        | 08.11.1946 |          |          |          |          |          |          |

## Verlauf
Am 4. Juni, unmittelbar nach dem letzten Testspiel gegen Litauen, bezog Russland das EM-Quartier im österreichischen Leogang.

### Vorrunde
| Pl. | Land         | Sp. | S | U | N | Tore    | Diff. | Punkte |
| --- | ------------ | --- | - | - | - | ------- | ----- | ------ |
| 1.  | Spanien      | 3   | 3 | 0 | 0 | 008:300 | +5    | 09     |
| 2.  | Russland     | 3   | 2 | 0 | 1 | 004:400 | ±0    | 06     |
| 3.  | Schweden     | 3   | 1 | 0 | 2 | 003:400 | −1    | 03     |
| 4.  | Griechenland | 3   | 0 | 0 | 3 | 001:500 | −4    | 0      |

In der Vorrunde traf in der Gruppe D mit dem amtierenden Europameister Griechenland und Spanien auf zwei Teams, auf die man bereits in der Gruppe A bei der Euro 2004 getroffen war, sowie auf Schweden.

#### Spanien – Russland 4:1 (2:0)
| Spanien | 4:1 (2:0) | 4:1 (2:0) | Russland |
| 1. Spieltag Dienstag, 10. Juni 2008, 18:00 Uhr MESZ, Tivoli-Neu (Innsbruck) Zuschauer: 30.772 (ausverkauft) Schiedsrichter: Konrad Plautz (Österreich)                                                                                        | | | |
| Iker Casillas - Sergio Ramos, Carlos Marchena, Carles Puyol, Joan Capdevila - David Silva (77. Xabi Alonso), Marcos Senna, Xavi, Andrés Iniesta (63. Santi Cazorla) - David Villa, Fernando Torres (54. Cesc Fàbregas) Trainer: Luis Aragonés | Iker Casillas - Sergio Ramos, Carlos Marchena, Carles Puyol, Joan Capdevila - David Silva (77. Xabi Alonso), Marcos Senna, Xavi, Andrés Iniesta (63. Santi Cazorla) - David Villa, Fernando Torres (54. Cesc Fàbregas) Trainer: Luis Aragonés | Igor Akinfejew - Alexander Anjukow, Roman Schirokow, Denis Kolodin, Juri Schirkow - Dmitri Sytschow (46. Wladimir Bystrow, 70. Roman Adamow), Konstantin Syrjanow, Sergei Semak , Igor Semschow (58. Dmitri Torbinski), Dinijar Biljaletdinow - Roman Pawljutschenko Trainer: Guus Hiddink | Igor Akinfejew - Alexander Anjukow, Roman Schirokow, Denis Kolodin, Juri Schirkow - Dmitri Sytschow (46. Wladimir Bystrow, 70. Roman Adamow), Konstantin Syrjanow, Sergei Semak , Igor Semschow (58. Dmitri Torbinski), Dinijar Biljaletdinow - Roman Pawljutschenko Trainer: Guus Hiddink |
| 1:0 David Villa (20.) 2:0 David Villa (44.) 3:0 David Villa (75.) 4:1 Cesc Fàbregas (90.+1) | 1:0 David Villa (20.) 2:0 David Villa (44.) 3:0 David Villa (75.) 4:1 Cesc Fàbregas (90.+1) | 3:1 Roman Pawljutschenko (86.) | 3:1 Roman Pawljutschenko (86.) |

#### Griechenland – Russland 0:1 (0:1)
| Griechenland | 0:1 (0:1) | 0:1 (0:1) | Russland |
| 2. Spieltag Samstag, 14. Juni 2008, 20:45 Uhr MESZ, EM-Stadion Wals-Siezenheim (Salzburg) Zuschauer: 31.063 (ausverkauft) Schiedsrichter: Roberto Rosetti (Italien) | | | |
| Antonios Nikopolidis - Georgios Seitaridis (40. Giorgos Karagounis), Traianos Dellas, Sotirios Kyrgiakos, Vassilios Torosidis - Kostas Katsouranis, Angelos Basinas, Christos Patsatzoglou - Angelos Charisteas, Nikos Liberopoulos (61. Theofanis Gekas), Ioannis Amanatidis (80. Stelios Giannakopoulos) Trainer: Otto Rehhagel | Antonios Nikopolidis - Georgios Seitaridis (40. Giorgos Karagounis), Traianos Dellas, Sotirios Kyrgiakos, Vassilios Torosidis - Kostas Katsouranis, Angelos Basinas, Christos Patsatzoglou - Angelos Charisteas, Nikos Liberopoulos (61. Theofanis Gekas), Ioannis Amanatidis (80. Stelios Giannakopoulos) Trainer: Otto Rehhagel | Igor Akinfejew - Alexander Anjukow, Denis Kolodin, Sergei Ignaschewitsch, Juri Schirkow (87. Wassili Beresuzki) - Dmitri Torbinski, Konstantin Syrjanow, Sergei Semak , Igor Semschow, Dinijar Biljaletdinow (70. Iwan Sajenko) - Roman Pawljutschenko Trainer: Guus Hiddink | Igor Akinfejew - Alexander Anjukow, Denis Kolodin, Sergei Ignaschewitsch, Juri Schirkow (87. Wassili Beresuzki) - Dmitri Torbinski, Konstantin Syrjanow, Sergei Semak , Igor Semschow, Dinijar Biljaletdinow (70. Iwan Sajenko) - Roman Pawljutschenko Trainer: Guus Hiddink |
| | | 0:1 Konstantin Syrjanow (33.) | |
| Giorgos Karagounis (42.), Nikos Liberopoulos (58.) | Giorgos Karagounis (42.), Nikos Liberopoulos (58.) | Iwan Sajenko (77.), Dmitri Torbinski (84.) | Iwan Sajenko (77.), Dmitri Torbinski (84.) |

#### Russland – Schweden 2:0 (1:0)
| Russland | 2:0 (1:0) | 2:0 (1:0) | Schweden |
| 3. Spieltag Mittwoch, 18. Juni 2008, 20:45 Uhr MESZ, Tivoli-Neu (Innsbruck) Zuschauer: 30.772 (ausverkauft) Schiedsrichter: Frank De Bleeckere (Belgien) | | | |
| Igor Akinfejew - Alexander Anjukow, Sergei Ignaschewitsch, Denis Kolodin, Juri Schirkow - Sergei Semak - Konstantin Syrjanow, Igor Semschow, Dinijar Biljaletdinow (66. Iwan Sajenko) - Roman Pawljutschenko (90. Wladimir Bystrow), Andrei Arschawin Trainer: Guus Hiddink | Igor Akinfejew - Alexander Anjukow, Sergei Ignaschewitsch, Denis Kolodin, Juri Schirkow - Sergei Semak - Konstantin Syrjanow, Igor Semschow, Dinijar Biljaletdinow (66. Iwan Sajenko) - Roman Pawljutschenko (90. Wladimir Bystrow), Andrei Arschawin Trainer: Guus Hiddink | Andreas Isaksson - Fredrik Stoor, Olof Mellberg, Petter Hansson, Mikael Nilsson (79. Marcus Allbäck) - Johan Elmander, Daniel Andersson (56. Kim Källström), Anders Svensson, Freddie Ljungberg - Henrik Larsson, Zlatan Ibrahimović Trainer: Lars Lagerbäck | Andreas Isaksson - Fredrik Stoor, Olof Mellberg, Petter Hansson, Mikael Nilsson (79. Marcus Allbäck) - Johan Elmander, Daniel Andersson (56. Kim Källström), Anders Svensson, Freddie Ljungberg - Henrik Larsson, Zlatan Ibrahimović Trainer: Lars Lagerbäck |
| 1:0 Roman Pawljutschenko (24.) 2:0 Andrei Arschawin (50.) | | | |
| Sergei Semak (57.), Andrei Arschawin (65.), Denis Kolodin (76.) | Sergei Semak (57.), Andrei Arschawin (65.), Denis Kolodin (76.) | Andreas Isaksson (10.), Johan Elmander (49.) | Andreas Isaksson (10.), Johan Elmander (49.) |

### K.-o.-Runde

#### Viertelfinale: Niederlande – Russland 1:3 n.V. (1:1, 0:0)
| Niederlande | 1:3 n. V. (1:1, 0:0) | 1:3 n. V. (1:1, 0:0) | Russland |
| Viertelfinale 3 Samstag, 21. Juni 2008, 20:45 Uhr MESZ, St. Jakob-Park (Basel) Zuschauer: 38.374 (ausverkauft) Schiedsrichter: Ľuboš Micheľ (Slowakei) | | | |
| Edwin van der Sar – Khalid Boulahrouz (54. Johnny Heitinga), André Ooijer, Joris Mathijsen, Giovanni van Bronckhorst – Nigel de Jong, Orlando Engelaar (62. Ibrahim Afellay) – Dirk Kuyt (46. Robin van Persie), Rafael van der Vaart, Wesley Sneijder – Ruud van Nistelrooy Trainer: Marco van Basten | Edwin van der Sar – Khalid Boulahrouz (54. Johnny Heitinga), André Ooijer, Joris Mathijsen, Giovanni van Bronckhorst – Nigel de Jong, Orlando Engelaar (62. Ibrahim Afellay) – Dirk Kuyt (46. Robin van Persie), Rafael van der Vaart, Wesley Sneijder – Ruud van Nistelrooy Trainer: Marco van Basten | Igor Akinfejew – Alexander Anjukow, Sergei Ignaschewitsch, Denis Kolodin, Juri Schirkow – Sergei Semak – Iwan Sajenko (81. Dmitri Torbinski), Igor Semschow (69. Dinijar Biljaletdinow), Konstantin Syrjanow – Andrei Arschawin, Roman Pawljutschenko (115. Dmitri Sytschow) Trainer: Guus Hiddink | Igor Akinfejew – Alexander Anjukow, Sergei Ignaschewitsch, Denis Kolodin, Juri Schirkow – Sergei Semak – Iwan Sajenko (81. Dmitri Torbinski), Igor Semschow (69. Dinijar Biljaletdinow), Konstantin Syrjanow – Andrei Arschawin, Roman Pawljutschenko (115. Dmitri Sytschow) Trainer: Guus Hiddink |
| 1:1 Ruud van Nistelrooy (86.) | 1:1 Ruud van Nistelrooy (86.) | 0:1 Roman Pawljutschenko (56.) 1:2 Dmitri Torbinski (112.) 1:3 Andrei Arschawin (116.) | 0:1 Roman Pawljutschenko (56.) 1:2 Dmitri Torbinski (112.) 1:3 Andrei Arschawin (116.) |
| Khalid Boulahrouz (50.), Robin van Persie (55.), Rafael van der Vaart (60.) | Khalid Boulahrouz (50.), Robin van Persie (55.), Rafael van der Vaart (60.) | Denis Kolodin (71.)*, Juri Schirkow (103.), Dmitri Torbinski (111.)* | Denis Kolodin (71.)*, Juri Schirkow (103.), Dmitri Torbinski (111.)* |

* zweite Gelbe Karte, gesperrt im Halbfinale.

#### Halbfinale: Russland – Spanien  0:3 (0:0)
| Russland | 0:3 (0:0) | 0:3 (0:0) | Spanien |
| Halbfinale 2 Donnerstag, 26. Juni 2008, 20:45 Uhr MESZ, Ernst-Happel-Stadion (Wien) Zuschauer: 51.428 (ausverkauft) Schiedsrichter: Frank De Bleeckere (Belgien) | | | |
| Igor Akinfejew – Alexander Anjukow, Wassili Beresuzki, Sergei Ignaschewitsch, Juri Schirkow – Sergei Semak – Konstantin Syrjanow, Igor Semschow (56. Dinijar Biljaletdinow), Iwan Sajenko (57. Dmitri Sytschow) – Roman Pawljutschenko, Andrei Arschawin Trainer: Guus Hiddink | Igor Akinfejew – Alexander Anjukow, Wassili Beresuzki, Sergei Ignaschewitsch, Juri Schirkow – Sergei Semak – Konstantin Syrjanow, Igor Semschow (56. Dinijar Biljaletdinow), Iwan Sajenko (57. Dmitri Sytschow) – Roman Pawljutschenko, Andrei Arschawin Trainer: Guus Hiddink | Iker Casillas – Sergio Ramos, Carlos Marchena, Carles Puyol, Joan Capdevila – Andrés Iniesta, Marcos Senna, Xavi (69. Xabi Alonso), David Silva – David Villa (34. Cesc Fàbregas), Fernando Torres (69. Daniel Güiza) Trainer: Luis Aragonés | Iker Casillas – Sergio Ramos, Carlos Marchena, Carles Puyol, Joan Capdevila – Andrés Iniesta, Marcos Senna, Xavi (69. Xabi Alonso), David Silva – David Villa (34. Cesc Fàbregas), Fernando Torres (69. Daniel Güiza) Trainer: Luis Aragonés |
| | | 0:1 Xavi (50.) 0:2 Daniel Güiza (73.) 0:3 David Silva (82.) | |
| Juri Schirkow (56.), Dinijar Biljaletdinow (60.) | | | |